# گروس مولتسان
گروس مولتسان (به آلمانی: Groß Molzahn) یک شهر در آلمان است که در نوردوست‌مکلنبورگ واقع شده‌است. گروس مولتسان ۳۴۲ نفر جمعیت دارد.